# Magyari Imre (prímás, 1864–1929)
Magyari Imre (Debrecen, 1864. szeptember 12. – Budapest, Józsefváros, 1929. április 17.) prímás, zenekarvezető.

## Életpályája
Magyari Imre és Kiss Rozália fiaként született. 7 éves korától kezdve muzsikált Zsiga József és Kiss Lajos bandájában. 14 éves korában testvérével, Magyari Kálmánnal együtt megszervezte a Magyari zenekart. Debrecenben játszottak az Aranybika étteremben és kávéházban. Magyari Imre sokszor muzsikált a Braganzai hercegnek, Károly királynak, Horthy Miklós kormányzónak. Tisza István egykori miniszterelnök legkedvesebb cigánya volt. Ferenc József 1914-ben a magyar zene fejlesztése körül szerzett érdemei elismeréséül arany érdemkereszttel tüntette ki. Magyari Imre a kassai cigány versenyen, de minden versenyen, ahol indult, első díjat nyert. A híres-nevezetes debreceni jogász-, gazdász- és a többi előkelő bálon, esküvőkön, mulatságokon az ő bandája muzsikált évekig. Fiai, Imre, Béla és Jóska mind kitűnő és országos hírű zenészek voltak. Felesége Radics Erzsébet volt.